# Апреа, Тито
Тито Апреа (итал. Tito Aprea; 1904 — 1989) — итальянский пианист и музыкальный педагог . Сын художника Джузеппе Апреа (1876—1946), отец дирижёра Бруно Апреа.
Окончил консерваторию в Неаполе. Наиболее известен выступлениями в дуэте со скрипачкой Джокондой де Вито: ими были записаны сонаты Бетховена, Брамса и Франка; мнения рецензентов значительно расходились — в диапазоне от «блестящего партнёрства с восхитительным классическим стилем» до замечания о том, что «совместимость их под сомнением, слишком часто у них два разных мнения по поводу одной и той же музыкальной фразы». Апреа также был известен своим исполнением произведений Фридерика Шопена, особенно мазурок и полонезов.
На протяжении многих лет преподавал в Национальной академии музыки Санта-Чечилия; среди его учеников, в частности, Пьетро Спада.